# L'Île Coco
L'Île Coco (Kokosov otok) jedan je od najvećih otoka po veličini unutar arhipelaga St. Brandon i sve do nedavno bio je stalno naseljen ribarima. Lokalna ribarska tvrtka još uvijek ga ponekad koristi kao bazu za mušičarenje i zabacivanje mušicom.
Otok naseljavaju tisuće morskih ptica i sezonski kornjače koje dolaze polagati jaja.

## Vanjske poveznice
|  | Zajednički poslužitelj ima još gradiva o temi L'Île Coco |